# Абашидзе, Ираклий Виссарионович
Ира́клий Виссарио́нович Абаши́дзе (груз. ირაკლი ბესარიონის ძე აბაშიძე; 10 [23] ноября 1909 — 14 января 1992) — грузинский советский поэт и государственный деятель. Первый секретарь (затем председатель правления) Союза писателей Грузинской ССР (1953—1967). Академик Академии наук Грузии (1960). Герой Социалистического Труда (1979).

## Биография

На церемонии переноса праха Бараташвили из пантеона Дидубе в пантеон Мтацминда. Справа налево стоят — Георгий Леонидзе, Константин Гамсахурдиа, Александр Кутатели, Владимир Глонти, Дмитрий Бенашвили, Ило Мосашвили, Павел Ингороква, Гиго Хечуашвили, Шалва Дадиани, Григол Цецхладзе, Алио Мирцхулава, Сумбаташвили (племянник Бараташвили, сын сестры Н. Бараташвили — Софии), Е. Леонидзе (жена Г. Леонидзе), Серго Клдиашвили, Платон Кешелава. Сидят Ираклий Абашидзе и Ражден Гветадзе (слева). 1938 год.

Родился в селе Хони Кутаисской губернии. Начал печататься в 1928 году. В 1931 году окончил филологический факультет Тбилисского университета и через три года уже участвовал в Первом съезде Союза писателей СССР. В 1939 году вступил в ВКП(б). Во время Великой Отечественной войны пошёл на фронт. Позднее был главным редактором журнала «Мнатоби» (груз. მნათობი).
В разное время был председателем Союза писателей Грузии. В 1970 году стал также вице-президентом Академии наук Грузинской ССР. В 1960 году организовал экспедицию в грузинский монастырь Святого Креста в Иерусалиме, во время которой была обнаружена фреска Шоты Руставели.
В 1960 году ему было присвоено звание академика Академии наук Грузии. Являлся основателем и главным редактором Грузинской советской энциклопедии (тома 1—12, 1975—1987), первым председателем общества Руставели Грузии (1980). В 1979 году ему было присвоено звание Герой Социалистического Труда.
Поэзия Абашидзе основана на патриотических ценностях грузинской культуры. Хотя Абашидзе был довольно лояльным к советскому строю, он поддержал Звиада Гамсахурдия на пути к независимости Грузии. Умер Абашидзе 14 января 1992 года в Тбилиси и был удостоен государственных похорон.
Именем Ираклия Абашидзе названа улица в Тбилиси.

## Творчество
Автор поэтических циклов «Палестина, Палестина» (груз. პალესტინა, პალესტინა, 1963, Государственная премия Грузии, 1966), «По следам Руставели» (груз. რუსთველის ნაკვალევზე; премия имени Дж. Неру, 1972); сборника лирических стихов «Приближение» (1966), книги воспоминаний «Колокол из тридцатых годов» (груз. ზარები 1930-იანი წლებიდან; 1992).
Переводил на грузинский язык стихи русских и зарубежных поэтов (А. С. Пушкина, А. Мицкевича, И. Вазова, Х. Ботева, В. Маяковского, К. Чуковского). На русский стихи Абашидзе переводили Б. Л. Пастернак, А. А. Тарковский, Б. А. Ахмадулина, Е. А. Евтушенко, А. П. Межиров.
Абашидзе один из первых перевёл на грузинский язык «Заповіт» Тараса Шевченко (1936). «Лілея» и «Москалева криниця» Т. Шевченко в переводе Абашидзе вошли в грузинское издание «Стихи и поэмы» (1939, 1952). Так же автор статей, посвящённых Т. Шевченко («Тарас Шевченко» (1936), «Великий кобзарь» (1961) и др.).

## Сочинения
- Ищу заветный след. Москва, Детская литература, 1979. Перевод Е. Евтушенко, Н. Гребнева, М. Максимова, А. Межирова, Н. Тихонова, Б. Ахмадулиной, П. Шубина
- Избранное: Стихотворения. — М., 1979.

## Награды
- Герой Социалистического Труда (22.11.1979)
- 4 ордена Ленина (17.04.1958; 02.04.1966; 18.12.1969; 22.11.1979)
- орден Отечественной войны 2-й степени (11.03.1985)
- 2 ордена Трудового Красного Знамени (24.02.1946; 22.12.1959)
- орден Дружбы народов (16.11.1984)
- орден «Знак Почёта» (31.01.1939)
- медаль «За трудовую доблесть» (29.08.1960)
- медали